# Alcohol 120%
Alcohol 120 % — комп'ютерна програма для запису та створення образів CD та DVD (емулятор CD/DVD-дисків). Програма створює на жорсткому диску ПК користувача образ диска з даними, аудіо або відео інформацією, а потім надає доступ до цих даних інших програм так, немов шуканий диск знаходиться в приводі. Є також інша, простіша і безкоштовна версія програми Alcohol 52 %. Вона відрізняється відсутністю можливості запису CD і DVD дисків, меншою кількістю віртуальних дисків.
Alcohol 120 % підтримує роботу з багатьма форматами CD/DVD, має можливість працювати з 31 образом одночасно, забезпечує несумірно велику (в порівнянні з CD) швидкість передачі даних між додатком і образом диска. Є підтримка української мови.
Alcohol 120 % може працювати з більшістю відомих файлів-образів, емулює роботу 200х швидкісного CD-ROM, є пошук образів. Програма може копіювати захищені диски, обходити захист SafeDisc, StarForce (частково), SecuROM і LaserLock.

## Можливості програми
- Дозволяє створювати до 31 віртуального диску одночасно (використовує SCSI Pass Through Direct (SPTD) layer).
- Створює образи CD, DVD та Blu-ray дисків.
- Підтримає такі формати образів: MDS, CCD, BIN/CUE, ISO, CDI, BWT, B5T, B6T, BWI, BWS, BWA, ISZ.
- Пряме копіювання з диску на диск.
- Видалення інформації з CD-RW, DVD-RW та BD-RE дисків.
- Пошук файлів-образів дисків.
- Експорт та імпорт списків файл-образів.

Alcohol 120 % копіює диски на фізичному рівні, а не на рівні файлової системи, що дозволяє копіювати, наприклад, диски для ігрових приставок 3DO, PlayStation и PlayStation 2, а також деякі диски, захищені від копіювання.